# Aphanes
Aphanes là một chi thực vật có hoa trong họ Hoa hồng (Rosaceae).
Chi này chứa khoảng 20 loài, bản địa châu Âu, châu Á và Australia. Nghiên cứu năm 2003 chỉ ra rằng Aphanes có thể nên gộp vào chi Alchemilla. Chúng là cây thân thảo mảnh dẻ, mọc thấp, sống một năm, chia nhiều cành với các lá xẻ thùy sâu, che phủ bằng lông tơ mềm trên các cuống lá ngắn. Hoa nhỏ màu xanh lục tới vàng, không có cánh hoa, mọc thành chùm trong các lá kèm có răng cưa.

## Các loài
- Aphanes andicola Rothm.
- Aphanes arvensis L. – field parsley-piert, western lady's-mantle, parsley breakstone
- Aphanes cornucopioides Lag.
- Aphanes australis Rydb. – Australian piert
- Aphanes cotopaxiensis Romoleroux & Frost-Olsen
- Aphanes cuneifolia (Nutt.) Rydb.
- Aphanes floribunda (Murb.) Rothm.
- Aphanes looseri Rothm.
- Aphanes lusitanica Frost-Olsen
- Aphanes maroccana Hyl. & Rothm.
- Aphanes microcarpa (Boiss. & Reut.) Rothm. (đồng nghĩa: A. australis, A. inexpectata) – slender parsley-piert
- Aphanes minutiflora (Azn.) Holub
- Aphanes occidentalis (Nutt.) Rydb. – dew cup, lady's mantle
- Aphanes parodii (I.M.Johnst.) Rothm.
- Aphanes pusilla (Pomel) Batt.

## Hình ảnh

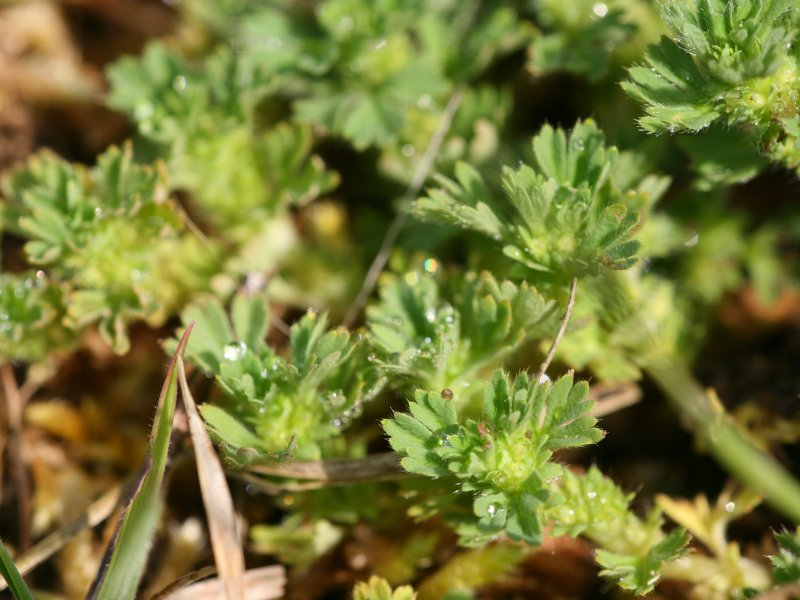
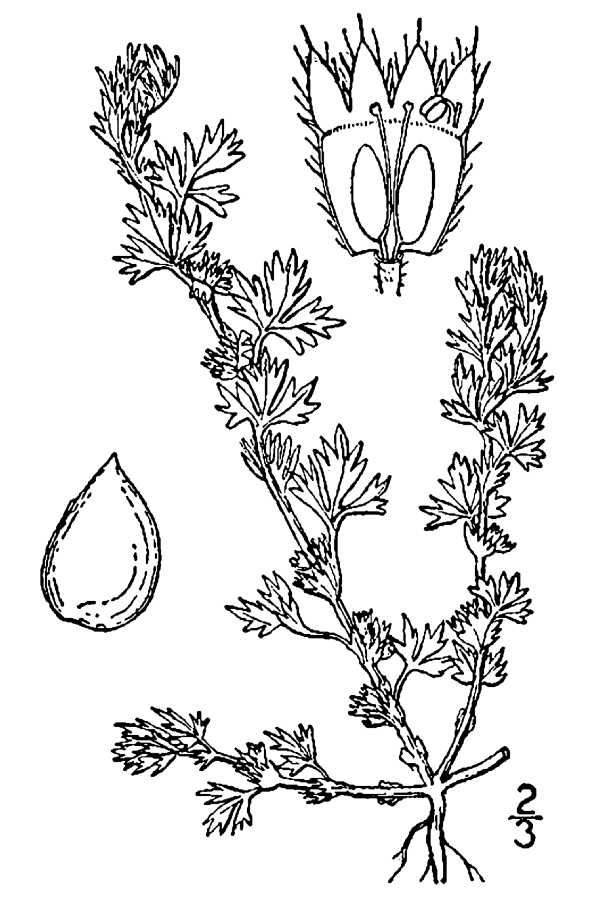